# Paracanthonchus spectabilis
Paracanthonchus spectabilis är en rundmaskart. Paracanthonchus spectabilis ingår i släktet Paracanthonchus, och familjen Cyatholaimidae. Arten är reproducerande i Sverige.